# گویش مونگاسک
گویش مونگاسک  گویشی از زبان لیگوری است که در موناکو بدان صحبت می‌شود.شمار گویشوران مونگاسک را بیش از سی و پنج هزار تن برآورد کرده‌اند.این زبان در سال ۱۹۷۰ می‌رفت که به نابودی برسد ولی بدنبال تمهیدات اندیشیده شده این زبان نجات یافت و هنوز در مناطق قدیمی شهر موناکو به‌خوبی رایج است.این زبان در مدارس شهر موناکو تدریس می‌شود و تابلوها و علائم شهر موناکو علاوه بر فرانسوی به این زبان نیز حک شده اند.

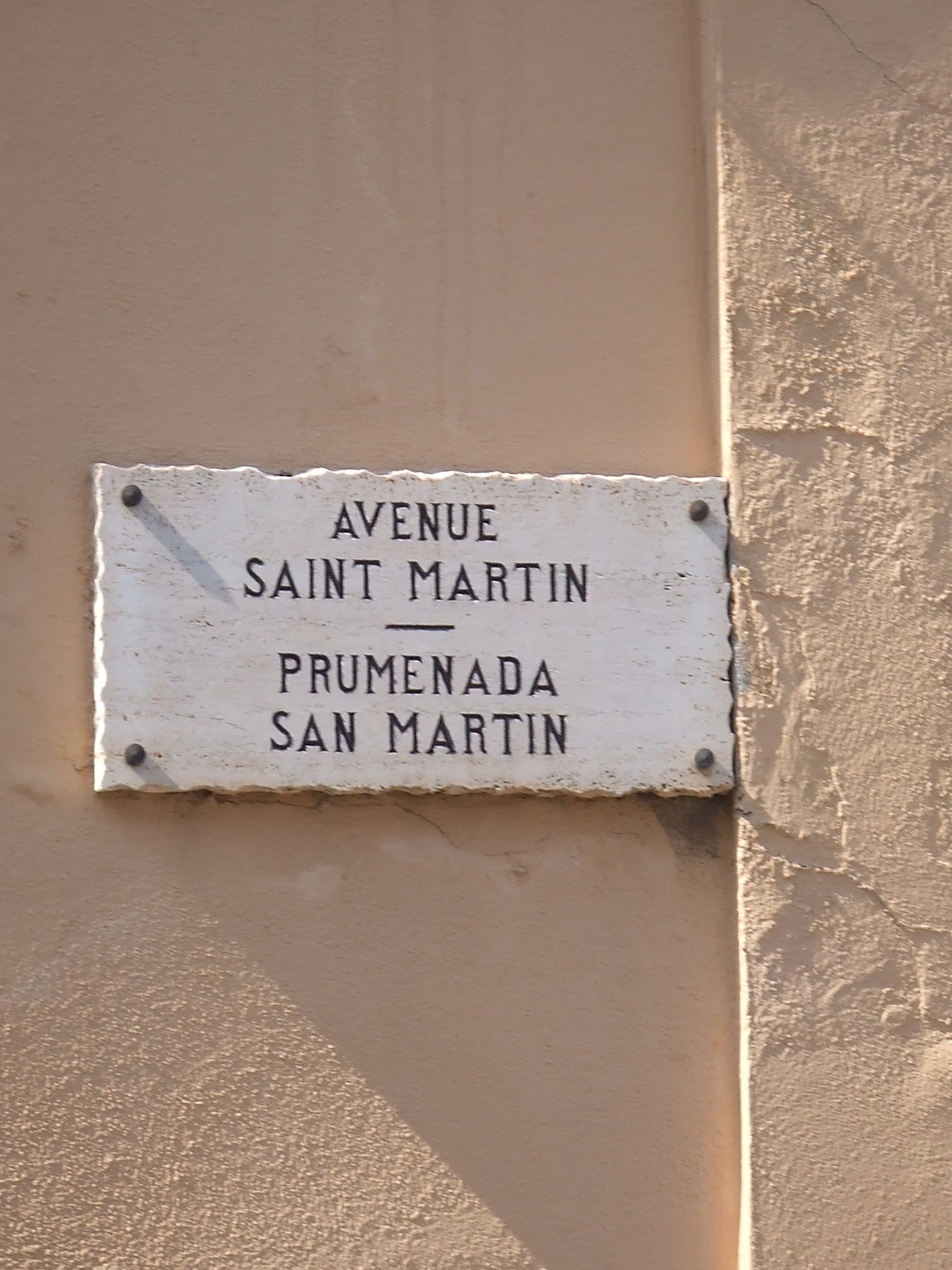
تابلوها و علائم خیابانی به دو زبان مونگاسک و فرانسه در شهر موناکو

در اینجا سرود ملی مونگاسک که نقش عمده‌ای در حفظ زبان را ایفا کرد ذکر می‌کنیم.این شعر توسط شاعر مونگاسکی بنام لوییس نوتاری سروده شده‌است.
Despoei tugiù sciü d'u nostru paise
Se ride au ventu, u meme pavayùn

Despoei tugiù a curù russa e gianca

E stà l'emblema, d'a nostra libertà

Grandi e i piciui, l'an sempre respetà